# Унґареттіїт
Унґареттіїт — мінерал класу силікатів, група амфіболів.

## Загальний опис
Хімічна формула: NaNa2(Mn22+Mn33+)(Si8O22)O2. Містить (%): Na — 7,24; Mn — 28,84; Si — 23,59; O — 40,32. Домішки Fe, Mg, Ca, K,Li. Призматичні зерна, листоподібні агрегати. Сингонія моноклінна. Твердість 6. Густина 3,52. Колір від вишнево-червоного до темно-червоного. Риса світло-рожева. Блиск скляний. Спайність досконала. Утворюється у метаморфічних породах в асоціації з серандитом, браунітом. Осн. знахідка: шахта Госкінс-Марганець (Hoskins Manganese) (Новий Південний Уельс, Австралія). Назва в честь проф. Лучіано Унґаретті (Luciano Ungaretti), Університет Павії, Італія.